# Burgsbackar
Burgsbackar är ett kalt klapperstensfält i Fleringe socken, Gotland.
På Burgsbackar, där flera standvallar fortfarande är mycket tydliga bildades för ungefär 7.500 år sedan. Klapperstensfältet är omkring 2,5 kilometer långt.